# Allium chodsha-bakirganicum
Allium chodsha-bakirganicum là một loài thực vật có hoa trong họ Amaryllidaceae. Loài này được Gaffarov & Turak. mô tả khoa học đầu tiên năm 1991.